# 向山基生
向山 基生（むこやま もとき、1996年7月5日 - ）は、東京都調布市出身の社会人野球選手（外野手）。NTT東日本硬式野球部所属。
第42回日米大学野球選手権、2018年ハーレムベースボールウィーク、第19回 アジア競技大会日本代表。

## 経歴
久慈賞受賞経験のある元社会人野球選手の向山隆康の次男として生まれる。
調布市立柏野小学校2年時より「調布リトルリーグ」で野球を始める。6年夏には「1番・三塁」で全国大会準優勝。通算40本塁打を放った。
調布市立神代中学校時代には八王子シニアに在籍し、二塁手で3年春の全国大会出場。

### 高校時代
法政大学第二高等学校では主将を務め、3年夏の県大会5回戦で小笠原慎之介、吉田凌らを擁する東海大学付属相模高等学校に敗退。高校通算10本塁打。

### 大学時代
東京六大学野球連盟の法政大学に進学。1年秋よりベンチ入りし、初スタメンとなった2年春の明治大学戦では柳裕也から同点タイムリーを放つなど、4打数4安打の鮮烈デビューを果たす。3年秋から中堅の定位置を獲得。4年時は大島公一以来となる付属高出身の主将に任命され、4年春はベストナイン、4年秋は2季連続ベストナインと12季ぶりの優勝に大きく貢献した。また日米大学野球選手権大会、ハーレムベースボールウィークにおいて大学日本代表として侍ジャパンに選抜され、「高校日本代表対大学日本代表」戦では「1番・左翼」を守った。通算成績は打率.349、4本塁打、33打点。

### NTT時代
大学卒業後の2019年にNTT東日本に入社し野球部に入部。1年目から中堅のレギュラーの座を掴み、第90回都市対抗野球大会の日本新薬戦で初出場・初スタメンで決勝打を放った。
2020年の第91回都市対抗野球大会では、主に1番センターとしてチームの準優勝に大きく貢献。打率.333、1本塁打を残した打撃と、3補殺を記録した守備を評価され、久慈賞を獲得。史上初の「親子受賞」を果たした。
2021年の第46回社会人野球日本選手権大会では、初戦のヤマハ戦で大会第1号ホームラン、次戦のENEOS戦でサヨナラ満塁ホームランを放つなど、4番として公式戦で本塁打を量産。自身初の社会人ベストナイン、本塁打王（6本塁打）、打点王（20打点）に輝いた。
2023年には社会人日本代表として侍ジャパンに選ばれ、第19回 アジア競技大会に出場した。2023年アジア野球選手権にも引き続き選出され、決勝戦の台湾戦で決勝タイムリーを放つなど、2大会ぶり20回目の金メダルに大きく貢献、MVP、最多打点、ベストナイン（外野手）に輝いた。

## 日本代表キャリア
- 第42回日米大学野球選手権（2018年）
- ハーレムベースボールウィーク（2018年）
- 第19回 アジア競技大会（2023年）
- 2023年アジア野球選手権（2023年）